# Hércules Gonzaga
Ercole (Hércules) Gonzaga, (Mantua, 23 de noviembre de 1505 - Trento, 2 de marzo de 1563), Cardenal de la Iglesia Católica, Obispo de Mantua y de Tarazona.

## Biografía
Hijo de Francesco II Gonzaga y de Isabel de Este (marquesa de Mantua).
Obispo de Mantua en 1521, el papa Clemente VII lo elevó al rango de cardenal en el consistorio del 3 de mayo de 1527; obispo de Tarazona (1537 - 1546).
En el cónclave de 1559 no llegó a ser papa por solamente cinco votos. Fue también uno de los presidentes del concilio de Trento.
Murió en Trento, mientras presidía el concilio, el 2 de marzo de 1563 a la edad de 57 años.

| Predecesor: Sigismondo Gonzaga | Obispo de Mantua 10 de mayo de 1521 - 3 de marzo de 1563 | Sucesor: Juan Portugal de la Puebla |
| Predecesor: Gabriel Orti       | Obispo de Tarazona 1537 - 1546                           | Sucesor: Juan González de Munébrega |